# USS LST-757
O USS LST-757 foi um navio de guerra norte-americano da classe LST que operou durante a Segunda Guerra Mundial.